# Sietas Typ 170
Der Typ 170 ist ein Containerschiffstyp der Sietas-Werft in Hamburg-Neuenfelde. Von 2001 bis 2007 entstanden zwölf Einheiten dieser Baureihe: vier Schiffe des Grundtyps 170, zwei des Untertyps 170a und sechs des Untertyps 170b.

## Geschichte

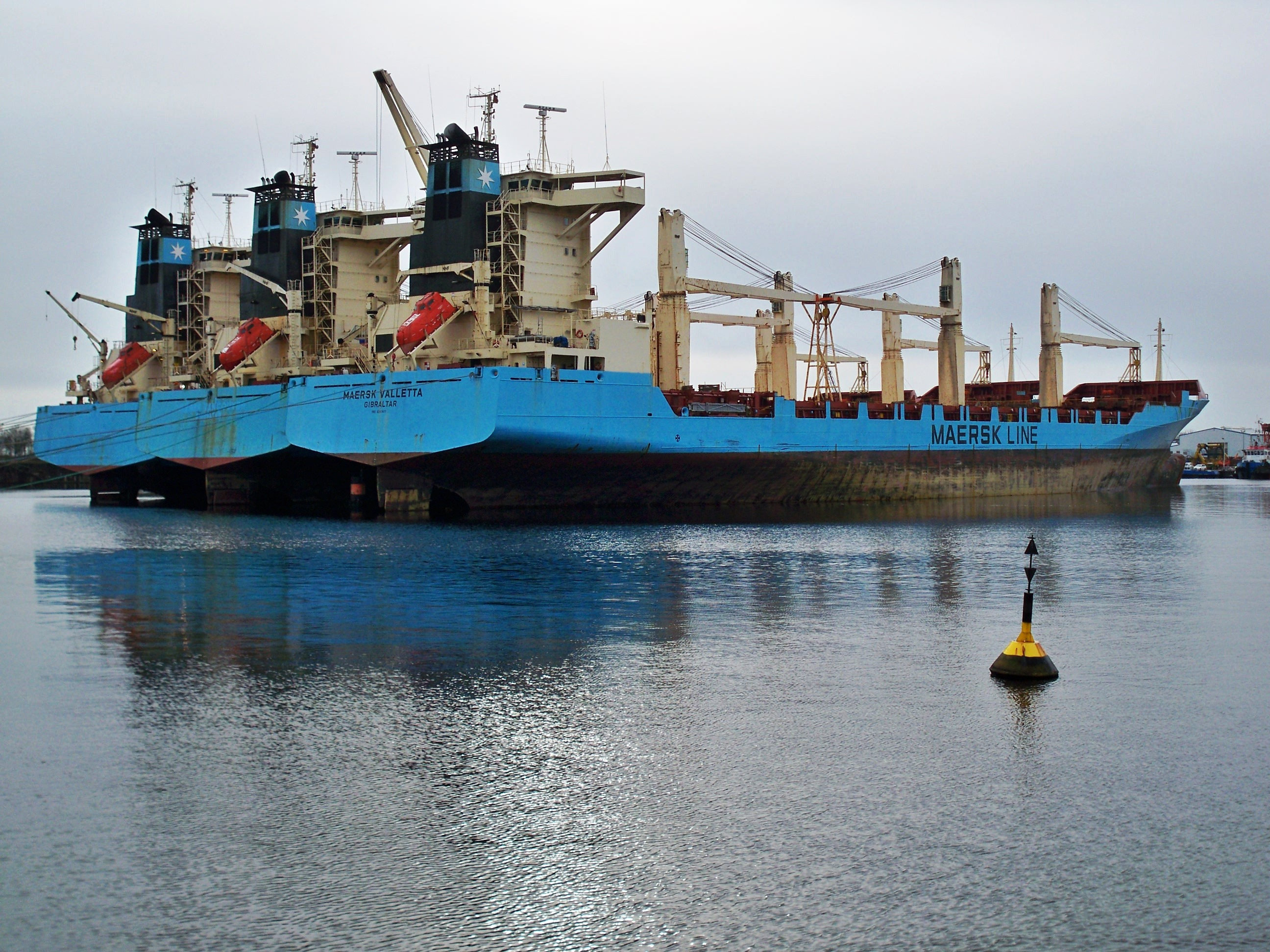
Maersk Vancouver, Maersk Valetta und Maersk Vigo als Auflieger in Wilhelmshaven

Die ersten drei Schiffe der Bauserie bestellte die Vertragsreederei Marlow Navigation Company Limited aus Limassol (Zypern), um sie an die dänische Mærsk Line zu verchartern. Die Eigner der Neubauten mit den Namen Aquarius, Amadeus I und Starlight waren drei Beteiligungsgesellschaften, welche die zypriotische Reederei zuvor gegründet hatte. Das vierte Schiff des Grundtyps 170, das ursprünglich den Namen Pioneer Condor bekommen sollte, orderte die Quadrant Bereederungs GmbH aus Hamburg. Kurz nach der Auftragsvergabe verkaufte das Hamburger Unternehmen diesen Bauvertrag an Marlow Navigation, wodurch das Schiff den Namen Landstar erhielt. Das Typschiff Aquarius lief am 11. Oktober 2001 vom Stapel und wurde am 15. Dezember 2001 mit dem Namen Maersk Vancouver abgeliefert. Die drei anderen Einheiten kamen im Jahr 2002 mit den Namen Maersk Valetta, Maersk Vigo und Maersk Venice in Fahrt. Alle vier Schiffe setzte Mærsk Line anfangs im Liniendienst zwischen Algeciras (Spanien) und Santos (Brasilien) ein, wobei sie auch die brasilianischen Häfen Vitória, Paranaguá und Itajaí planmäßig anliefen. Im Jahr 2004 kaufte die marokkanische International Maritime Transport Casablanca die vier Schiffe und bestimmte die deutsche Niederlassung von V.Ships zum neuen Vertragsreeder. Die Vercharterungen an Mærsk Line blieben davon unberührt und liefen langfristig weiter. Im Januar 2013 wurde die Maersk Venice von der Serpens Shipping Corporation, einem zypriotischen Tochterunternehmen der Mediterranean Shipping Company (MSC), erworben und bekam den Namen MSC Amy. Ihre drei Schwesterschiffe lagen nach Ende der Maersk-Charter ab Mitte Juli 2013 mit insgesamt 41 Besatzungsmitgliedern nördlich von Wangerooge wochenlang auf Reede. Als die Stromversorgung an Bord der Maersk Valetta wegen Treibstoffmangel auszufallen drohte, verbrachte das deutsche Havariekommando die drei Schiffe Ende August 2013 nach Wilhelmshaven, wo man sie wegen offener Heuerforderungen im Folgemonat an die Kette legte. Die drei Auflieger wurden am 31. Januar 2014 an das britische Unternehmen Borealis Martime verkauft. Sie bekamen daraufhin die Namen Bomar Vanquish, Bomar Valour  und Bomar Victory.
Die zwei Schiffe des Untertyps 170a wurden als Palomar und Pyxis von der Marlow Navigation Company Limited bestellt. Sie waren ebenfalls für eine Vercharterung an Mærsk Line vorgesehen. Das erste Schiff wurde am 24. August 2004 als Maersk Victoria abgeliefert und kurz darauf von der Peter Döhle Schiffahrts-KG aus Hamburg erworben. Gleichzeitig kaufte Reederei Döhle auch den Bauvertrag des zweiten Schiffs, dessen Ablieferung am 27. Oktober 2004 mit dem Namen Maersk Vera Cruz erfolgte. Die beiden Einheiten liefen anfangs gemeinsam im Liniendienst zwischen Südafrika und Brasilien. Anschließend wurde die Maersk Victoria ausgehend von Manzanillo (Panama) auf Fahrten durch den Panamakanal zur US-Westküste eingesetzt. Ab dem 25. Juli 2008 fuhr sie im Feederverkehr zwischen Balboa (Panama) und Esmeraldas (Ecuador). Nach Ende der Maersk-Vercharterungen benannte man die Schiffe im August beziehungsweise November 2009 in Victoria und Vera D um.
Die sechs gebauten Einheiten des Untertyps 170b waren ursprünglich von Reederei Peter Döhle bestellt worden, die anschließend zwei Bauverträge an die Transeste Schiffahrt GmbH veräußerte. Das erste Schiff, die Viona, wurde vor Fertigstellung von Reederei Döhle an die zur Møller-Gruppe gehörende Safmarine verchartert und am 10. März 2006 als Safmarine Mbashe abgeliefert. Die Helle Ritscher und die Jonny Ritscher, deren Bauverträge Transeste Schiffahrt erworben hatte, kamen im selben Jahr als DAL East London für die Hamburger Reederei DAL Deutsche Afrika-Linien beziehungsweise als CMA CGM Caribbean für die französische Reederei CMA CGM in Fahrt. Diese drei Schiffe sowie die am 1. März 2007 als MOL Drakensberg abgelieferte Violetta fuhren anfangs gemeinsam im SAECS-Liniendienst zwischen Europa und Südafrika. Die am 8. Dezember 2006 abgelieferte Valdivia sowie die am 6. Juni 2007 abgelieferte Valentina setzte Reederei Döhle zunächst für Hapag-Lloyd zwischen Europa und Montreal (Kanada) ein.

### Victoria-Zwischenfall

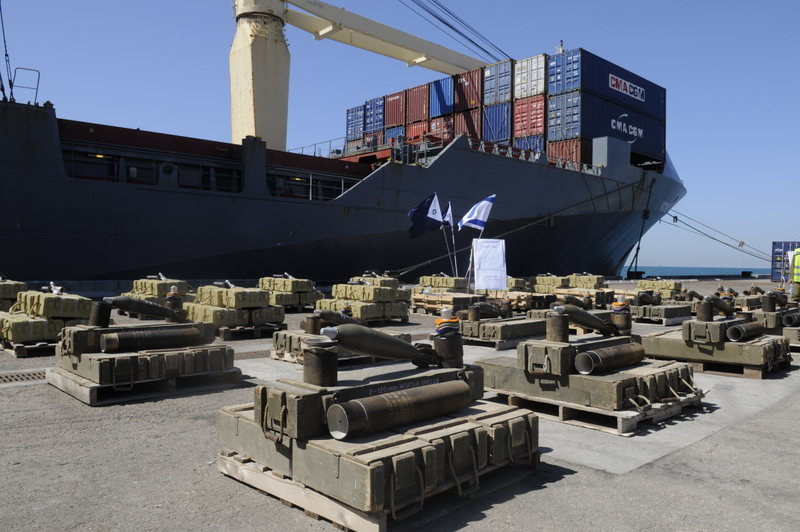
Die Victoria im März 2011 in Aschdod mit den an Bord gefundenen Waffen

Die Victoria wurde am 15. März 2011 rund 200 Kilometer vor der israelischen Küste von israelischen Spezialkräften gestoppt und nach einer Inspektion der Ladung in den Hafen von Aschdod (Israel) umgeleitet. Das von der Peter Döhle Schiffahrts-KG bereederte  Schiff befand sich auf der Fahrt von Mersin (Türkei) nach Alexandria (Ägypten) und hatte zuvor die syrische Hafenstadt Latakia angelaufen. Dort waren 39 falsch deklarierte Container geladen worden, die unter anderem 2500 Mörsergranaten, zwei Raketenwerfer und sechs Seezielflugkörper des Typs Nasr (C-704) enthielten. Die aus dem Iran stammenden Rüstungsgüter sollten vermutlich über Ägypten in den Gazastreifen geschmuggelt werden. Bereits 2009 hatte es einen ähnlichen Waffenfund an Bord der Francop gegeben, die ebenfalls bei Sietas entstanden ist.

## Technik

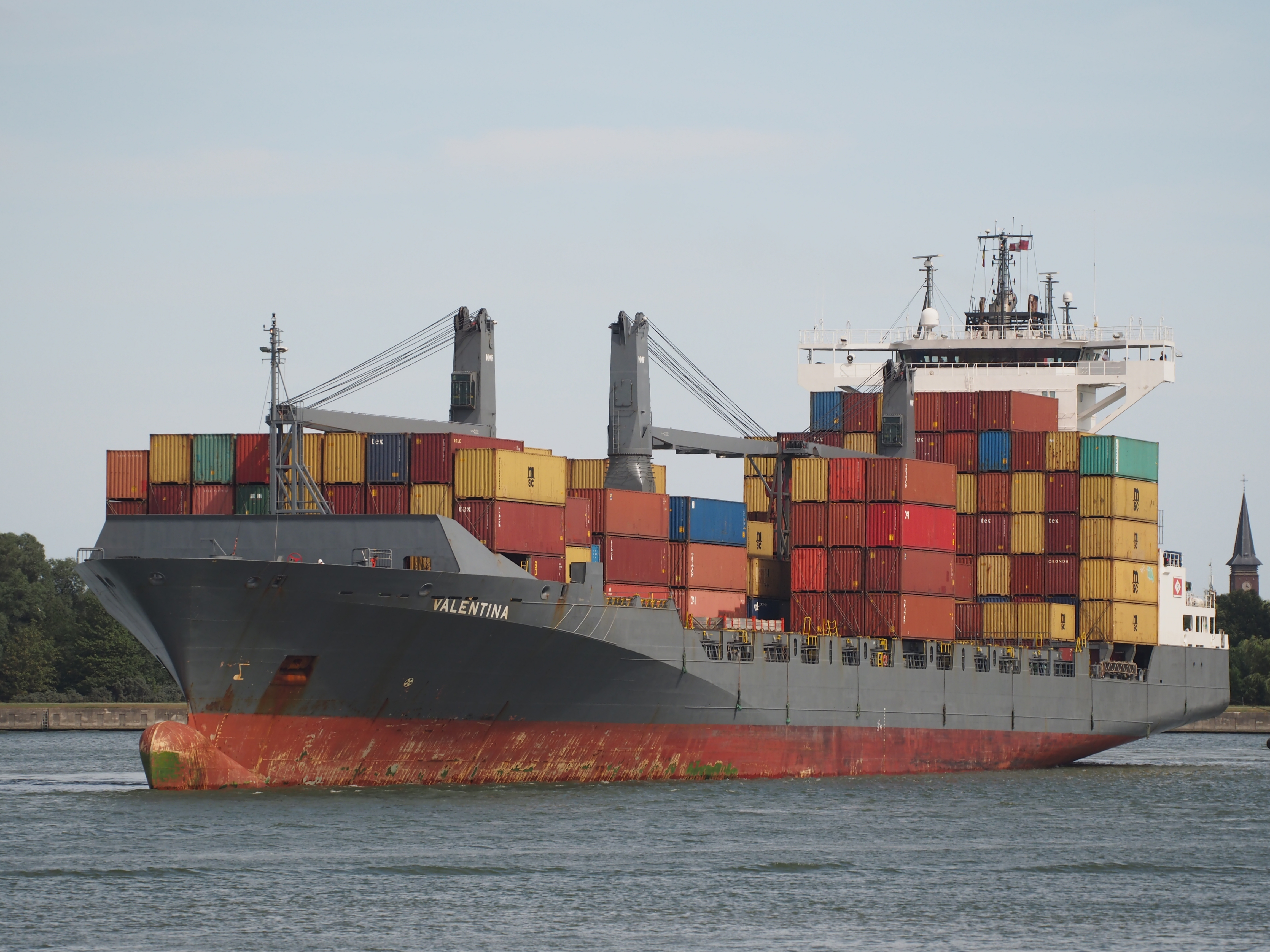
Die Valentina (Typ 170b) wurde als letztes Schiff der Baureihe abgeliefert

Die in Sektionsbauweise gefertigten Schiffe sind rund 178,50 Meter lang und 27,60 Meter breit. Die Rümpfe der Untertypen 170a und 170b entstanden auf der Mangalia-Werft in Rumänien und wurden als Kaskos nach Hamburg geschleppt. Die Deckshäuser des Untertyps 170b ließ die Sietas-Werft in Polen bauen. Alle Einheiten der Baureihe verfügen über je drei NMF-Ladekräne mit einer maximalen Traglast von 45 t. Die vier kastenförmige Laderäume haben einen Rauminhalt von 30.025 m³ und sind mit verstärkten Pontonlukendeckel ausgerüstet.
Die Schiffe des Grundtyps 170 und des Untertyps 170a werden von einem 16.980 kW leistenden Sechszylinder-Zweitakt-Dieselmotor des Typs MAN-B&W 6L70MC-C angetrieben, der auf einen Festpropeller wirkt. Der Untertyp 170b besitzt einen modifizierten Dieselmotor des Typs MAN-B&W 6L70MC-E mit gleicher Leistung. Für An- und Ablegemanöver stehen ein elektrisch angetriebenes Bugstrahlruder mit 900 kW Leistung sowie ein elektrisch angetriebenes Heckstrahlruder mit 700 kW Leistung zur Verfügung. An Bord befinden sich vier Dieselgeneratoren zur Stromerzeugung. Zusätzlich wurde ein Notgenerator verbaut.

### Typ 170
Die vier Schiffe des Grundtyps 170 haben verstärkte Rümpfe und sind für Eisdicken von bis zu 80 Zentimetern ausgelegt (Eisklasse E3). Ihre Tragfähigkeit beträgt rund 22.300 dwt. Sie können bis zu 1683 20-Fuß-Standardcontainer (TEU) oder alternativ 792 40-Fuß-Standardcontainer (FEU) plus 82 TEU stauen. Bei einem Durchschnittsgewicht von 14 t je Container dürfen aus Stabilitätsgründen maximal 1305 TEU geladen werden. An Bord befinden sich Anschlüsse für 400 Kühlcontainer.

### Typ 170a
Der Untertyp 170a ist für Fahrten in eisfreien Gewässern beziehungsweise für sehr leichte Eisverhältnisse ausgelegt. Die zwei gebauten Schiffe besitzen eine Tragfähigkeit von rund 22.400 dwt und können maximal 1678 TEU stauen. Ihre sonstigen Kapazitäten entsprechen denen des Grundtyps 170. An Bord befinden sich Anschlüsse für 233 Kühlcontainer.

### Typ 170b
Der Untertyp 170b besitzt wie der Grundtyp 170 einen verstärkten Rumpf und wurde für die Eisklasse E3 klassifiziert. Seine Aufbauten haben ein zusätzliches Deck. Durch die höhere Position der Brücke können sechs statt fünf Containerlagen auf dem Oberdeck gestaut werden. Die Tragfähigkeit der sechs gebauten Schiffe variiert geringfügig und liegt bei rund 22.250 dwt. Ihre maximale Containerkapazität beträgt 1853 TEU oder alternativ 892 FEU. Bei einer homogenen Beladung mit 14 t schweren Containern dürfen aus Stabilitätsgründen maximal 1285 TEU gestaut werden. Es befinden sich Anschlüsse für 375 Kühlcontainer an Bord.

## Die Schiffe
| Sietas Typ 170      | Sietas Typ 170 | Sietas Typ 170 | Sietas Typ 170 | Sietas Typ 170                    | Sietas Typ 170                | Sietas Typ 170 |
| Ursprünglicher Name | Typ            | Baunummer      | IMO-Nummer     | Kiellegung Stapellauf Ablieferung | Auftraggeber                  | Umbenennungen und Verbleib |
| ------------------- | -------------- | -------------- | -------------- | --------------------------------- | ----------------------------- | --- |
| Aquarius            | 170            | 1200           | 9242625        | 21.11.2000 11.10.2001 15.12.2001  | Marlow Navigation, Limassol   | abgeliefert als Maersk Vancouver, 2/2014 Bomar Vanquish, 11/2021 MSC Vanquish II, so 2024 in Fahrt                                                                        |
| Amadeus I           | 170            | 1201           | 9242637        | 21.11.2000 05.12.2001 14.02.2002  | Marlow Navigation, Limassol   | abgeliefert als Maersk Valetta, 2/2014 Bomar Valour, 5/2021 MSC Kayla, so 2024 in Fahrt                                                                                   |
| Starlight           | 170            | 1202           | 9242649        | 21.11.2000 18.02.2002 25.04.2002  | Marlow Navigation, Limassol   | abgeliefert als Maersk Vigo, 2/2014 Bomar Victory, 7/2020 Victory, am 8. August 2020 zum Abbruch in Alang eingetroffen und dort am 19. August 2020 auf den Strand gesetzt |
| Pioneer Condor      | 170            | 1203           | 9242651        | 21.11.2000 13.06.2002 23.08.2002  | Quadrant Bereederung, Hamburg | nach Bestellung verkauft, Stapellauf als Landstar, abgeliefert als Maersk Venice, 1/2013 MSC Amy, so 2024 in Fahrt                                                        |
| Palomar             | 170a           | 1204           | 9290165        | 26.06.2002 17.03.2004 24.08.2004  | Marlow Navigation, Limassol   | abgeliefert als Maersk Victoria, 8/2009 Victoria, 6/2022 ESL Victoria, 1/2023 Victoria, so 2024 in Fahrt                                                                  |
| Pyxis               | 170a           | 1205           | 9290177        | 26.06.2002 13.05.2004 27.10.2004  | Marlow Navigation, Limassol   | abgeliefert als Maersk Vera Cruz, 11/2009 Vera D, so 2024 in Fahrt |
| Viona               | 170b           | 1270           | 9333369        | 25.11.2004 11.10.2005 10.03.2006  | Peter Döhle, Hamburg          | abgeliefert als Safmarine Mbashe, 11/2009 Viona, 6/2012 Emirates Dar Es Salaam, 7/2013 Viona, 10/2020 Queen B III, so 2024 in Fahrt                                       |
| Helle Ritscher      | 170b           | 1271           | 9333371        | 25.11.2004 13.12.2005 19.05.2006  | Transeste Schiffahrt, Hamburg | abgeliefert als DAL East London, 10/2009 Helle Ritscher, so 2024 in Fahrt                                                                                                 |
| Jonny Ritscher      | 170b           | 1271           | 9333383        | 29.11.2004 15.04.2006 11.09.2006  | Transeste Schiffahrt, Hamburg | abgeliefert als CMA CGM Caribbean, 5/2008 Jonni Ritscher, so 2024 in Fahrt                                                                                                |
| Valdivia            | 170b           | 1273           | 9333395        | 29.11.2004 25.06.2006 08.12.2006  | Peter Döhle, Hamburg          | so 2023 in Fahrt |
| Violetta            | 170b           | 1268           | 9344710        | 16.12.2004 09.09.2006 01.03.2007  | Peter Döhle, Hamburg          | abgeliefert als MOL Drakensberg, 12/2007 CMA CGM Providencia, 11/2008 Violetta, 1/2009 DAL Madagascar, 3/2010 Violetta, so 2024 in Fahrt                                  |
| Valentina           | 170b           | 1269           | 9344722        | 16.12.2004 12.11.2006 07.06.2007  | Peter Döhle, Hamburg          | 6/2010 Niledutch Louise, 4/2011 Valentina, so 2024 in Fahrt |